# Saw VI
Saw VI is een Amerikaanse thriller-horrorfilm uit 2009. De film is het zesde deel uit de Saw-filmreeks en werd geregisseerd door Kevin Greutert. Greutert was eerder verantwoordelijk voor de montage van de vijf eerdere Saw-films.

## Verhaal
Inhalige geldschieters Eddie en Simone zitten beiden vast in een hoofdharnas met grote bouten die op hun slapen drukken. Ze krijgen één minuut om zoveel mogelijk vlees van hun lichaam te snijden en de ouderwetse weegschaal zal uitwijzen wie van hen overleefd. De zwaarlijvige Eddie snijdt stukken uit zijn buik, maar legt het af tegen de slanke Simone die haar eigen arm afhakt. Het spel wordt geobserveerd door Jigsaw-volgeling Mark Hoffman, die net is ontsnapt uit de hinderlaag waarbij FBI-agent Peter Strahm, die hem doorhad, in Saw V omkwam. Hoffman plaatst met de afgehakte hand van Strahm vingerafdrukken, zodat FBI-agent Dan Erickson, die in Saw V Strahm verdacht van Jigsaw-medeplichtigheid, bewijsmateriaal vindt die zijn vermoedens bevestigen. De politie onderzoekt samen met Erickson en FBI-agent Perez, die in Saw IV levensgevaarlijk gewond raakte en in Saw V voor haar eigen veiligheid dood werd gewaand. Tijdens de autopsie van Eddie onthult Dr. Heffner dat het mes dat werd gebruikt om het puzzelstukje uit het lijk te snijden, hetzelfde mes is als dat jaren eerder op Seth Baxter uit Saw V werd gebruikt. Perez en Erickson heropenen het onderzoek en analyseren de videoband die ter plaatse gevonden is.
Hoffman arriveert bij de kliniek van John Kramers ex-vrouw Jill Tuck en eist vijf enveloppen met foto's van de slachtoffers van het volgende spel uit de doos die haar ex-man haar naliet. Het spel zal worden gespeeld door ziektekostenverzekeraar William Easton en zijn medewerkers, omdat zij vergoeding voor medische behandelingen afwezen op basis van een dubieus, zakelijk beleid. Hoffman ontvoert hen naar een verlaten dierentuin, waar William en zijn conciërge Hank opgehangen in een constructie met grote bankschroeven. Elke keer dat ze inademen via het zuurstofmasker, zal de bankschroef verder aandraaien. Hank wordt geplet en William gaat verder met zijn andere drie tests om de resterende bomboeien van zijn ledenmaten te ontgrendelen. In het aquarium staan secretaresse op middelbare leeftijd Addy en jonge dossierbeheerder Allen met een strop van prikkeldraad om hun nek op een platform. William moet kiezen welk van de twee platforms hij laat vallen en hij besluit Addy te redden. In de stookruimte helpt hij Debbie ontsnappen uit een doolhof van kooien waarbij doorgangen worden geblokkeerd door stralen hete stoom. Debbie zit vast in een harnas met daaraan een harpoengeweer dat af zal gaan als de timer afloopt en ze valt William aan omdat sleutel van het harnas in zijn lichaam zit. William bestrijdt haar lang genoeg en Debbie wordt door de harpoengeweer gedood. In de laatste test zitten de zes waardevolste ondergeschikten vastgeketend op een grote draaischijf, waarbij William slechts twee mensen kan redden van een schot van een geweer door twee knoppen tegelijk in te drukken, waarbij zijn eigen handen doorboord worden. Het spel wordt bekeken door moeder Tara met haar tienerzoon Brent en nieuwsjournalist Pamela Jenkins vanuit twee tegenoverliggende dierverblijven on de observatie ruimte.
Ondertussen wordt Hoffman door Erickson weggeroepen naar het audiolab, waar hij hem confronteert met een afwijking in Strahms vingerafdrukken die zijn gevonden op het moment van zijn dood. De technicus kraakt de vervormde stem op de band, waarna Hoffmans stem te horen is. Hoffman doodt onmiddellijk Erickson, Perez en de technicus,  Hij keer terug naar de observatiekamer en vindt daar de brief die hij schreef aan Amanda Young, waarmee hij haar in Saw IV chanteerde om Dr. Lynn Denlon te vermoorden. Amanda blijkt Cecil Adams te hebben aangezet tot de overval op de kliniek van Jill, wat resulteerde in Jills miskraam. De brief werd door Pamela gevonden en aan Jill gegeven, die de brief gebruikt om Hoffman in een hinderlaag te lokken. Jill houdt Hoffman tegen en plaatst de omgekeerde berenval op zijn hoofd, waarmee ze postuum John Kramers wil vervult om Hoffman na zijn dood op de proef te stellen. In de doos die John Kramer aan Jill naliet zat namelijk een zesde enveloppe, met daarin een foto van Hoffman, en de omgekeerde berenval.
William bereikt het einde van zijn pad en gaat de kooien binnen waar hij herenigd wordt met zijn zus Pamela. Hij wordt geconfronteerd meet Tara en Brent, de weduwe en zoon van Harold Abbott, een voormalige cliënt die bezweek aan een hartaandoening nadat William zijn medische verzoek afwees. De videoband van John Kramer informeert Tara om over Williams lot te beslissen. Terwijl Pamela en William de familie proberen te overtuigen, trekt een woedende Brent aan de aangewezen hendel. Er valt een platform met injectienaalden naar beneden en er wordt fluorwaterstofzuur in Williams lichaam geïnjecteerd. Jill verlaat de kamer, terwijl Hoffman aan zijn polsboeien ontsnapt. Hij ontsnapt aan de omgekeerde berenval door die net op tijd tussen twee spijlen voor het buitenraam te klemmen, waarbij een verwonding aan zijn rechterwang oploopt.

## Rolverdeling
| Acteur            | Personage              |
| ----------------- | ---------------------- |
| Tobin Bell        | John Kramer / Jigsaw   |
| Costas Mandylor   | Mark Hoffman           |
| Shawnee Smith     | Amanda Young           |
| Mark Rolston      | FBI Agent Dan Erickson |
| Betsy Russel      | Jill Tuck              |
| James Van Patten  | Dr. Hefner             |
| Peter Outerbridge | William                |
| Devon Bostick     | Brent                  |
| Tanedra Howard    | Simone                 |

## Ontvangst
Saw VI werd uitgebracht op 23 oktober 2009 en werd door het publiek gemengd ontvangen. Op Rotten Tomatoes heeft de film een score van 40% op basis van 75 beoordelingen. Metacritic komt op een score van 30/100, gebaseerd op 12 beoordelingen. In 2010 werd een vervolgfilm uitgebracht onder de naam Saw 3D.